# カエサル (称号)

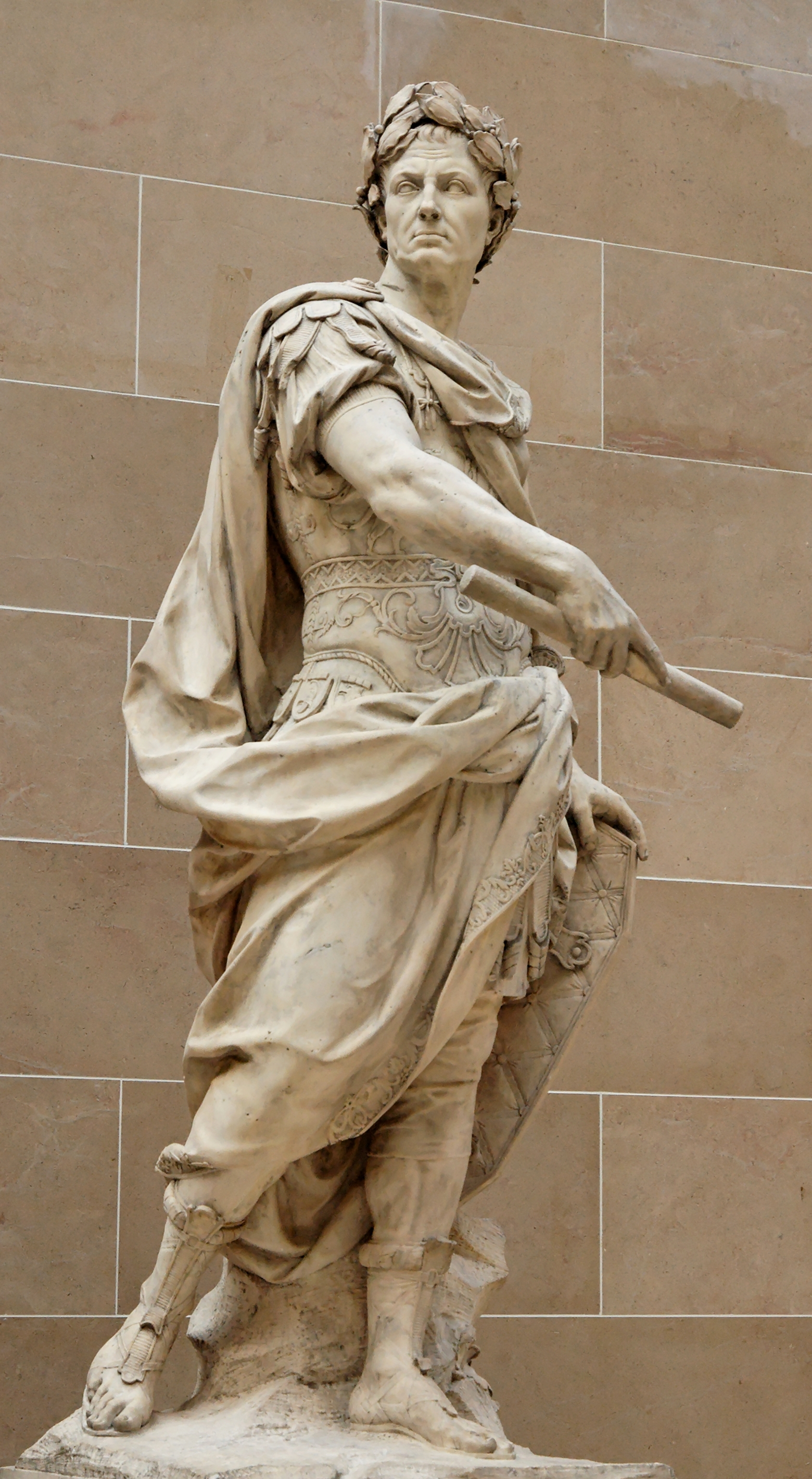
ガイウス・ユリウス・カエサル

カエサル（ラテン語: Caesar）は、ローマ帝国およびその継承国家で用いられた君主号である。

## 概要
共和政ローマ末期の終身独裁官ガイウス・ユリウス・カエサルは、内戦での勝利を経て事実上の単独支配を確立し、帝政ローマの礎を築いた。これを継承し、実際に帝政（プリンキパトゥス）を開始したオクタウィアヌス（アウグストゥス）もまた、カエサル家の養子となっておりガイウス・ユリウス・カエサルに後継者として選ばれた後は「カエサル」の名はオクタウィアヌスの名でもあった。
帝政を確立したアウグストゥスは自分の後継者も養子としてカエサルの名を継がせており、ユリウス＝クラウディウス朝の皇帝たちは皆、カエサルの家族名を持っていた。このため「カエサル」は皇帝の家族名であると同時に徐々に皇帝そのものを指す一般名詞としても機能するようになっていった。イエス・キリストが語ったとされる言葉「カエサルのものはカエサルに」はこうした用法の例といえ、ここでの「カエサル」は具体的には当時のティベリウス帝を指しているものの、もっと広い意味でローマ皇帝＝ローマ帝国一般を指しているとも取ることができる。
こうした皇帝を指す一般名詞としての「カエサル」の用法は、ユリウス＝クラウディウス朝が断絶した後の皇帝たちもカエサルを名乗ったことから確立されていった。また皇帝たちは自らの後継者にカエサルの名を与えたため「カエサル」は次期元首を意味するようにもなっていった。
次期元首としてのカエサルの用法は、ローマ帝国後期（専制君主制、ドミナートゥス）に入ると副帝を表す称号として使われるようになり、正帝（アウグストゥス）を補佐する者として使われるようになった。ビザンツ帝国でも当初は副帝を指す言葉（ギリシア語では「カイサル」）だったが、11世紀後半のコムネノス王朝時代には、皇帝（バシレウス）の下位でカエサル（カイサル）より上位に位置づけられたセバストクラトル（「尊厳公」）・デスポテース（「専制公」「専制侯」）などの爵位が多数新設されたため、カイサルの称号はその中に埋没してしまった。
このように「カエサル」の名はローマ皇帝を指す語として使われてきたため、ヨーロッパ各国では皇帝を意味する語として「カエサル」に由来する単語が使用されることも多い。代表的なものとして、ドイツ語のカイザー (Kaiser) やロシア語のツァーリ (Царь, Tsar) がある。
イスラームの伝統的な歴史学においては、タバリー以前から初代ローマ皇帝アウグストゥス以来の歴代ローマ帝国皇帝やその後の西ローマ皇帝、東ローマ皇帝などをアラビア語でカイサル (قيصر, Qayṣar) と呼んでいた。東ローマ帝国を滅ぼしたオスマン帝国では、オスマン語（およびトルコ語）でカイセル (قيصر, Qayṣar/Kayser) と言い、主にローマ皇帝を表すものとしてルーム・カイセリ (Kayser-i-Rûm) という称号が用いられ、スレイマン1世などの一部のスルタンは東ローマの継承者であることを示すためにこの称号を用いた。